# Поло (Мисури)
Поло (енгл. Polo) град је у америчкој савезној држави Мисури.

## Демографија
По попису из 2010. године број становника је 575, што је 7 (-1,2%) становника мање него 2000. године.
| Група             | 2000.       | 2010.       |
| Белци             | 572 (98,3%) | 538 (93,6%) |
| Афроамериканци    | 0 (0,0%)    | 2 (0,3%)    |
| Азијати           | 0 (0,0%)    | 1 (0,2%)    |
| Хиспаноамериканци | 8 (1,4%)    | 11 (1,9%)   |
| Укупно            | 582         | 575         |